# Alluaudia montagnacii
Alluaudia montagnacii ist eine Pflanzenart aus der Gattung Alluaudia in der Familie der Didiereaceae.

## Beschreibung
Alluaudia montagnacii ist Alluaudia ascendens ähnlich und unterscheidet sich lediglich durch etwas kräftigere Dornen und durch größere seitenständige Rispen aus sehr vielen kleinen, weißen Blüten.
Die halbkugeligen Früchte sind 2 bis 2,5 Millimeter im Durchmesser.
Die Chromosomenzahl beträgt 2n = etwa 240 oder etwa 192.

## Verbreitung, Gefährdung und Systematik
Alluaudia montagnacii ist im Südwesten von Madagaskar nur sehr lokal verbreitet und sehr selten. Die Art steht auf der Roten Liste der IUCN und gilt als stark gefährdet (Endangered).
Die Erstbeschreibung von Alluaudia montagnacii erfolgte 1961 durch Werner Rauh.
Es wird vermutet, dass diese Art eine Naturhybride zwischen Alluaudia ascendens und Alluaudia procera darstellt.